# Јан Свитковски
Јан Свитковски (пољ. Jan Świtkowski; Лублин, 23. јануар 1994) пољски је пливач чија специјалност су трке делфин стилом на 200 метара. Вишеструки је национални првак, учесник Олимпијских игара и освајач бронзане медаље на Светском првенству 2015. године.

## Спортска каријера
Свитковски је на међународној сцени дебитовао у лето 2012. на европском првенству за јуниоре у белгијском Антверпену где је у трци на 200 мешовито успео да се пласира у финале заузевши укупно седмо место. У децембру исте године дебитовао је и у конкуренцији сениора на светском првенству у малим базенима у Истанбулу где је пливао у све три појединачне трке мешовитим стилом. На свом првом учешћу на светском првенству у великим базенима, у Барселони 2013, наступиао је у три дисциплине, али без неког значајнијег учинка. Од 2015. фокусира се на пливање делфин стилом, посебно на деоницу од 200 метара, и већ на Светском првенству у Казању остварује значајније резултате. Успео је да се пласира у финала обе дисциплине у којима се такмичио, освојивши бронзану медаљу у трци на 200 делфин, односно осмо место у финалу штафете на 4×200 мешовито.
По први пут у каријери био је део пољског олимпијског тима за ЛОИ 2016. у Рију, где је пливао у обе мушке штафете слободним стилом, те у појединачној трци на 200 делфин (17. место).
Такмичио се и на светским првенствима у Будимпешти 2017. (полуфинала на 100 и 200 делфин, финале на 4×200 слободно) и Квангџуу 2019. (21. место на 200 делфин и 11. место на 4×200 слободно).